# Romano Guardini
Romano Guardini (Verona, 1885. február 17. – München, 1968. október 1.) katolikus pap, vallásfilozófus és teológus.

## Élete
Olasz család gyermekeként Veronában született. 1886-ban a család Németországba költözött, ahol Guardini egész további életét töltötte. Iskoláit Mainzban végezte. A németországi Freiburgban és Tübingenben járt egyetemre. 1910-ben szentelték pappá. 1915-ben Freiburgban doktorált, majd 1922-ben Bonnban habilitált. 1923-ban a berlini Humboldt egyetem "Vallásfilozófia és keresztény világnézet" tanszékére került, amelyet 1939-ig, a nácik általi kényszernyugdíjazásáig vezetett. 1935-ben a nemzetiszocialista Jézus-mítosz ellen fordult, és kiemelte Jézus zsidó származásának egzisztenciális jelentőségét. A rejtekben átvészelt háborús éveket követően 1945-ben a tübingeni egyetemre hívták, ahol vallásfilozófiát és keresztény világnézetet tanított. 1948-tól egészen nyugdíjazásáig a müncheni egyetemen tanított. Utóda ezen a tanszéken Karl Rahner, a 20. század legnagyobb német teológusa lett. 1962-től egészségi okokból befejezte előadói tevékenységét, ami miatt a II. vatikáni zsinaton sem vehetett már részt, pedig felkérése volt a liturgikus bizottságba.
1968. október 1-jén hunyt el. Először a müncheni papi temetőben temették el, majd 1997-ben a müncheni egyetemi templomban helyezték el hamvait. Hagyatékát az általa alapított Bajor Katolikus Akadémia gondozza.
2004-ben a berlini egyetemen tiszteletére Guardini alapítványi professzorátust alapítottak.
Egy jelentős magyar teológus, Boros László jezsuita Guardini tanítványa volt .
A münchen-freisingi főegyházmegye 2017. december 16-án megindította Guardini boldoggá avatási eljárását.

## Jelentősége
Guardini a XX. századi katolikus világnézet egyik legjelentősebb német képviselője, különös tekintettel a vallásfilozófia, liturgika, pedagógia és az ökumené területén. Foglalkozott Rilke, Raabe és Dosztojevszkij értelmezésével, de elsősorban olyan filozófusok művének beható elemzésével, mint Szókratész, Platón, Hippói Szent Ágoston, Dante Alighieri, Pascal, Kierkegaard vagy Friedrich Nietzsche. Szemlélete középpontjában az a törekvés áll, hogy a hegeli dialektikát egy nem-hegeli dialogikára cserélje. Ebben Georg Simmel, Heinrich Rickert és Martin Buber hatottak rá. Politikai teológiájában egyensúlyozni próbált Carl Schmidt és a katolikus szocialisták között, ami nem vezetett sikerre.

## Magyarul megjelent művei
Az Országos Széchényi Könyvtár katalógusa alapján, a magyar megjelenés sorrendjében.
- Örökmécs. Elmélkedések az egyház liturgikus életének szent jeleiről; ford. Liszt Nándor, Katholikus Figyelő, Debrecen, 1931
- A mi Urunk keresztútja; ford. a Győri Hittudományi Főiskola Hallgatók Szent Imre Egyesülete; Szalézi Művek, Rákospalota, 1933
- Karácsony-esti liturgikus magánájtatosság; Romano Guardini kantuáléja nyomán; Liturgia, Bp., 1936
- Az egyház szent jelei. Örökmécs; ford. Halamka Gyula; Szociális Missziótársulat, Bp., 1938
- A liturgia szelleme; ford. a Veszprémi növendékpapság Pázmány-köre; Korda, Bp., 1940
- Örökmécs; ford. Halamka Gyula; Szt. István Társulat, Bp., 1984
- Az Úr. Elmélkedések Jézus Krisztus személyéről és életéről; ford. kieg., átdolg. Csanád Béla; Szt. István Társulat, Bp., 1986 (A lelki élet mesterei)
- Az imádság iskolájában / Az imádság iskolája / A liturgia szelleme / Az Úr imádsága; ford. Nógrádiné Kelemen Katalin, a Veszprémi Növendékpapság Pázmány-körének fordítását átdolg. Csanád Béla, ford. Lőrinc Imre; Szt. István Társulat, Bp., 1988 (A lelki élet mesterei)
- Levelek az önnevelésről; ford. a Ciszterci Nővérek Boldogasszony Háza monostora; Szt. István Társulat, Bp., 1992
- Az újkor vége; ford. Ambrus Gabriella; Vigilia, Bp., 1994 (XX. századi keresztény gondolkodók)
- Az élő Isten; ford. Kerényi Dénes; Jel, Bp., 1995 (Teológia és élet)
- A zsoltárok bölcsessége. Elmélkedések; ford. Mihály ferences; Budai Ferences Plébánia, Bp., 1999
- Önmagunk elfogadása; ford. a Ciszterci Nővérek Boldogasszony Háza Monostor; Ciszterci Nővérek Boldogasszony Háza Monostor, Kismaros, 2001
- A kereszténység lényege; ford. Kerényi Dénes; Jel, Bp., 2002 (Teológia és élet)
- "Sehol világ, csak belül...". Rainer Maria Rilke Duinói Elégiáiról; ford. Görföl Tibor; Új Ember, Bp., 2003
- Az Úr Krisztus. Elmélkedések Jézus Krisztus személyéről és életéről; ford. Márton Áron, szerk., utószó Hidvégi Máté, előszó Joseph Ratzinger; Szt. István Társulat, Bp., 2006
- A megtámadott hit. Megerősítés a keresztény hitben; ford. Kerényi Dénes; Kairosz, Bp., 2015
- A műalkotás lényege; ford. Görföl Tibor; MMA, Bp., 2023 (Pars pro toto)

### Folyóiratban
- Romano Guardini 1885–1968. Katolikus Szemle 20 (1968) 373–375.
- Páli Zoltán: A liturgia szelleme. Romano Guardini liturgikus munkássága. Jel 11 (1999) 9 282-285.
- Szabó Ferenc: Huszonöt éve hunyt el Romano Guardini. Távlatok 15 (1994) 112-115.
- Mezei Balázs: Guardini, Romano. In. Világirodalmi lexikon Budapest: Akad. K., 1992–1996 19. köt. 433–434.
- Zucal, Silvano: Guardini és az erősség erénye. Ford. Horváth Endre. Communio. 8 (2000) 2 47-69.
- Ancsin István: Guardini – egy elfelejtett reformer; Romano Guardini: Európa – valóság és feladat (Ancsin István fordítása) Vigilia 66 (2001) 729-738.
- Máthé Andrea, A költészetértelmezés a filozófia és a teológia vonatkozásában. Recenzió Romano Guardini: "Sehol világ, csak belül…" Rainer Maria Rilke Duinói elégiáiról. in Jelenkor

## További anyagok
- Imádság nehéz órában (ford. Kerényi Dénes)
- Imádság fényért
- Guardini honlap Helmut Zenz gondozásában (németül)